# Противоракетная оборона США в АТР
Система противоракетной обороны США в Азиатско-Тихоокеанском регионе (АТР) — перспективная система раннего обнаружения пусков баллистических ракет и их уничтожения в активной фазе полета.

## США
По мнению американских военных специалистов, развёртывание системы ПРО в Азиатско-Тихоокеанском регионе должно способствовать укреплению безопасности в регионе, а также стать гарантом от нападения КНДР в обозримом будущем на Республику Корею или Японию.
Действия, предпринимаемые США по усилению своего влияния в АТР, обусловлены ростом экономического и военного потенциала Китая. США предпринимают усилия по формированию нового альянса «безопасности» в Азиатско-Тихоокеанском регионе, игнорируя позиции России и Китая. В этот альянс могут войти Филиппины, Австралия, Япония. Также возможно участие Сингапура и Таиланда. Кроме того, в качестве стратегического партнера Вашингтон рассматривает Малайзию.
Как считают военные аналитики, развёртывание сегмента американской ПРО в регионе подтверждает неуверенность руководства США в неоспоримом преимуществе контингента американских войск в этом регионе в случае вооружённого конфликта с Китаем и КНДР в Южно-Китайском море, Тайваньском проливе и Восточно-Китайском море, а также в случае конфликта с Россией в районе Курильских островов.
Элементы американской системы ПРО, как и все военные объекты за пределами территории США, являются их собственностью.

## Страны-члены ШОС
Страны-участницы ШОС критически оценивают одностороннее усиление системы противоракетной обороны США, считая её угрозой глобальной безопасности

## Китайская Народная Республика
По заявлениям официальных лиц Китая, развёртывание системы ПРО в Северо-Восточной Азии (вблизи границ КНР) приведёт к нарушению безопасности в регионе. Председатель КНР Си Цзиньпин в ходе встречи с южнокорейским президентом Пак Кын Хе на полях саммита G20 в Ханчжоу, проходившего 4-5 сентября 2016 года, заявил, что правительство Китая выступает против размещения в Южной Корее американской системы противоракетной обороны (ПРО) THAAD.

## Российская Федерация
Руководство России однозначно определяет развёртывание американской системы ПРО в АТР как угрозу безопасности, которая может спровоцировать ответное наращивание военного потенциала в регионе.
«Мы будем адекватно и соразмерно реагировать на приближение военной инфраструктуры НАТО к нашим границам и не оставим без внимания развёртывание глобальной противоракетной обороны и наращивание запасов стратегического высокоточного оружия» — В. Путин.

## Япония
В конце 2004 года Япония и США подписали соглашение о сотрудничестве в области создания ПРО, которое предусматривало и обмен секретными технологиями. В Японии размещены американские станции слежения за ракетными пусками.
В декабре 2017 года правительство Японии одобрило размещение в стране двух американских противоракетных комплексов Aegis Ashore (наземная версия корабельного противоракетного комплекса). Было заявлено, что размещение этих систем позволит адекватно ответить на угрозы, возникшие в связи с северокорейской ракетно-ядерной программой. Система Aegis Ashore станет третьим рубежом противоракетной обороны Японии. Первый рубеж — установленные на эсминцах типа «Конго» корабельные комплексы Aegis, вооружённые ракетами-перехватчиками SM-3 и предназначенные для поражения баллистических ракет на заатмосферных высотах. Второй рубеж — ракеты PAC-3 наземного базирования, предназначенные для поражения ракет после их возвращения в атмосферу Земли. От ранее рассматривавшегося варианта размещения системы THAAD отказались по финансовым соображениям. По мнению российских официальных лиц, устанавливаемые американские комплексы будут интегрированы в азиатский сегмент ПРО США.
25 июля 2018 года министерство обороны Японии приняло решение на время отложить начало процесса размещения комплекса ПРО Aegis Ashore в префектурах Ямагути и Акита.
В сентябре 2018 года президент России Владимир Путин на Восточном экономическом форуме заявил, что Россия обеспокоена продвижением американских систем ПРО в Азиатско-Тихоокеанском регионе.
28 октября 2018 года представители министерства обороны США сообщили об успешном испытании новой системы противоракетной обороны, которая разрабатывается в рамках совместной программы с Японией. Испытания системы SM-3 Block 2A провели недалеко от побережья Гавайских островов.

## КНДР
КНДР продолжает курс на наращивание своих ракетных сил. Особое раздражение у руководства этого государства вызывает то обстоятельство, что США реализуют свои планы в АТР под предлогом противодействия «угрозе со стороны Севера».

## Южная Корея
Республика Корея является стратегическим партнёром США в АТР в вопросах обеспечения безопасности, включая развитие совместной ПРО, направленной в первую очередь против КНДР. В 2006 году Южная Корея официально объявила о создании командования противоракетной обороны, основу вооружений которой составили поставленные США комплексы «Пэтриот» РАС-2 и крейсера Aegis. Впоследствии средства ПРО были усилены размещением комплексов THAAD (англ. Terminal High Altitude Area Defense)
На фоне подписанных между Сеулом и Вашингтоном соглашений о размещении на территории Южной Кореи элементов глобальной системы ПРО США, в июле 2016 года в ряде префектур Южной Кореи (в которых планируется разместить комплексы ПРО) прошли акции протеста под лозунгом «Нет THAAD в Чхильгоке!» «Комплексы ПРО США нам не нужны!»
18 мая 2019 года США подписали договор о поставке РК 94 ракет ПРО SM 2 Block III B с целью поддержания обороноспособности РК в связи с нарастающей угрозой от КНДР.
Министр обороны Японии Нобуо Киси представит план строительства двух новейших кораблей, оснащенных американской системой ПРО Aegis, которые станут альтернативой наземным комплексам Aegis Ashore.